# Генеральна асамблея штату Вірджинія
Генеральна асамблея штату Вірджинія — законодавчий орган американського штату Вірджинія, який є найстарішім неперервно функціонуючим законодавчим органом в Новому світі. Генеральна асамблея Вірджинії була заснована 30 липня 1619, тоді вона ще була законодавчим органом не штату, а колонії. Генеральна асамблея, як і майже всі інші законодавчі органи штатів, є двопалатною і складається з Сенату (верхня палата) із 40 депутатами та Палати делегатів (нижня палата) із 100 депутатами. Як в багатьох інших штатах, робота депутатом у Вірджинії не є повною зайнятістю, більшість депутатів мають своє основне місце роботи.
Формальним головою Сенату є Віцегубернатор штату Вірджинія, фактичним є Тимчасовий голова Сенату. Спікер є головним у Палаті делегатів. В обох палатах обирають клерка (посада аналогічна Секретарю Конгресу США) та парламентського пристава (який слідкує за порядком під час засідань, це є старою англійською традицією, така церемоніальна посада є також в Палаті громад Великої Британії). Після виборів 2019 року, Демократична партія із невеличким відривом складає більшість в обох палатах, а голови обох палат є демократами. Демократи вперше з 1996 року контролюють обидві палати законодавчого органу.

## Капітолій
Генеральна асамблея штату Вірджинія збирається в столиці штату місті Ричмонді. Збираючись в Ричмонді, Генеральна асамблея засідає в будівлі Капітолія штату Вірджинія, побудованій Томасом Джефферсоном в 1788 році і розширеній в 1904 році. Під час громадянської війни в США ця будівля використовувалась Конгресом Конфедеративних Штатів Америки. В 2005-2006 роках проводились роботи із реконструкції будівлі. Сенатори та делегати мають власні офіси в Будівлі Генеральної асамблеї прямо через дорогу від Капітолія, на північ. Губернатор штату Вірджинія також живе через дорогу, на схід, в Домі губернаторів (аналогічно до того, як Президенти США живуть в Білому домі).

## Історія
Генеральна асамблея штату Вірджинія описують як "найстаріший неперервно функціонуючий законодавчий орган в Новому світі". Вона була утворена 30 липня 1619 року в Джеймстауні, який був столицею колонії протягом 1616-1699 років. Наказ заснувати асамблею отримав губернатор Сер Джордж Ярдлі від Лондонської Вірджинської Компанії. Від початку це був однопалатний орган, який складався із Губернатора колонії Вірджинія та губернаторської ради із 12 осіб, а також з 22 представників, яких обирали Джеймстаун та інші поселення. Асамблея стала двопалатною в 1642 році, коли була створена Палата буржуазії. Генеральна асамблея збиралась в Джеймстауні з 1619 до 1699 року, після чого вона переїхала до Коледжу Вільяма і Мері біля Вільямсбурга, а потім у Вільямсбурзі побудували окрему будівлю Капітолія, де почала засідати Генеральна асамблея. Цей законодавчий орган став Генеральною асамблеєю штату Вірджинія в 1776 році, коли була затверджена Конституція штату Вірджинія. Уряд штату переїхав до Ричмонда в 1780 році, за губернаторства Томаса Джефферсона.

## Депутати асамблеї
Відповідно до Конституції штату Вірджинія, сенатори і делегати мають бути віком не менше 21 року на момент виборів, жителями виборчого округу, який вони представляють, та мати право голосу для голосування на виборах до Генеральної асамблеї штату Вірджинія. Також Конституція вимагає від депутатів, які переїхали з виборчого округу, від якого були обрані, залишити свою посаду.
Також в Конституції сказано що Генеральна асамблея має збиратися щорічно на звичайні сесії, які мають тривати не більше 60 днів у парні роки або 30 днів у непарні роки, якщо за інше не проголосують дві третини депутатів в обох палатах. Губернатор Вірджинії може скликати спеціальну сесію Генеральної асамблеї "коли це, на його думку, необхідно для інтересів штату" та зобов'язаний скликати таку сесію "на вимогу двох третин членів, обраних до кожної палати".
Річна заробітна плата сенаторів складає 18 000 доларів, а делегатів 17 640 доларів. Робота сенатором чи делегатом в Генеральній асамблеї не є повною зайнятістю, більшу частину року вони працюють на своїх основних роботах.

## Галерея

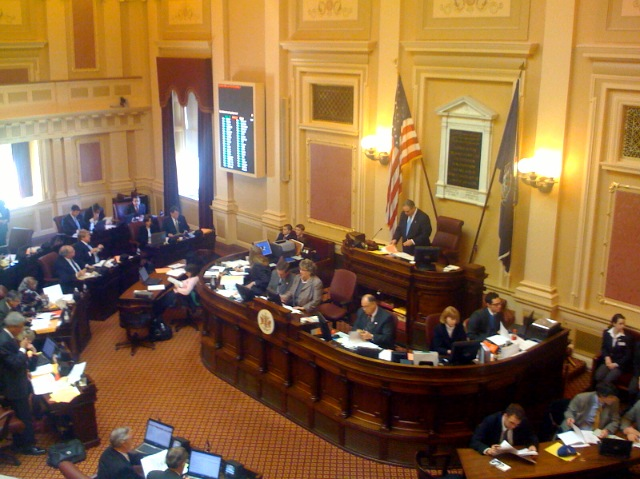
Зала засідань Сенату
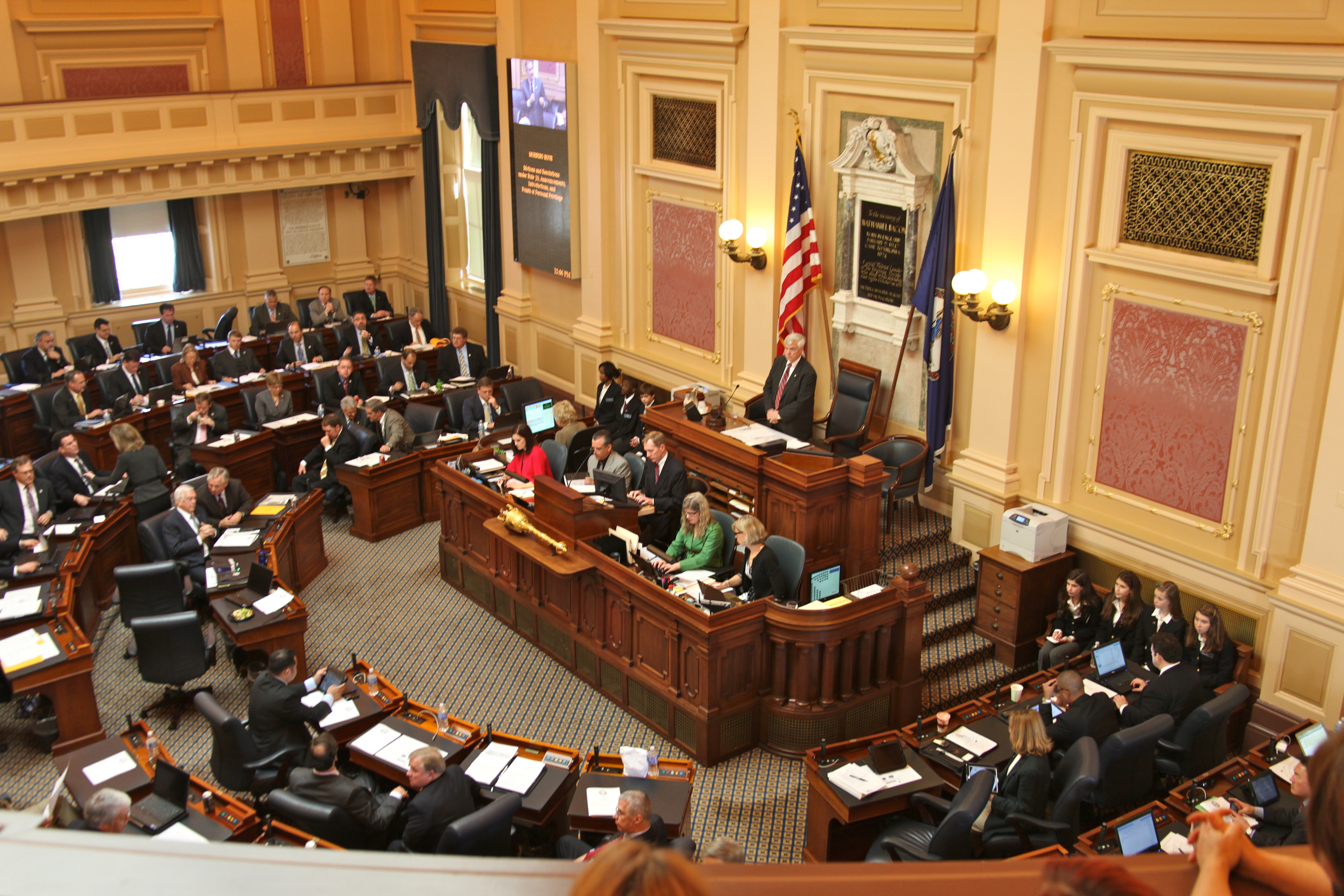
Зала засідань Палати делегатів
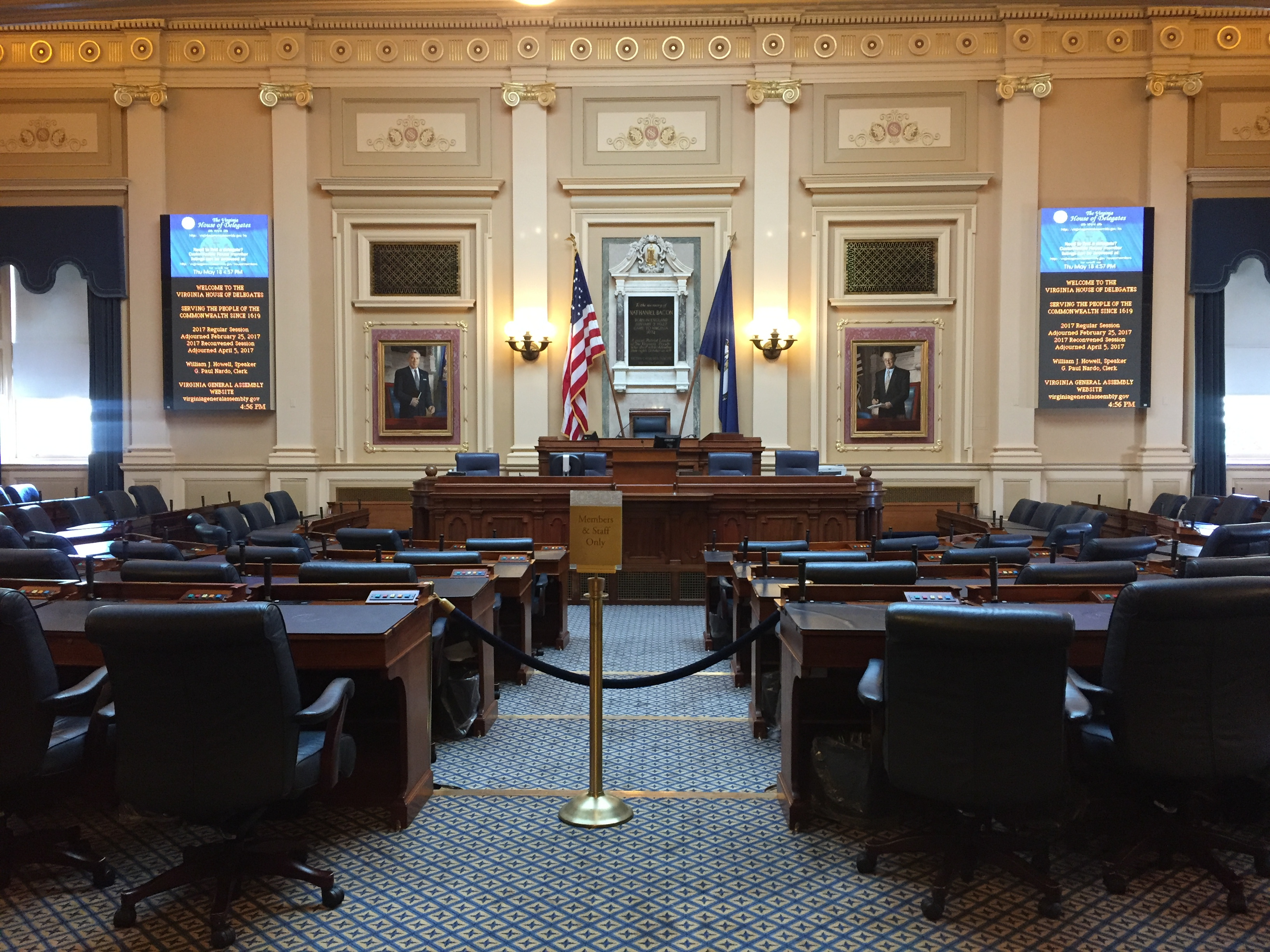
Зала засідань Палати делегатів
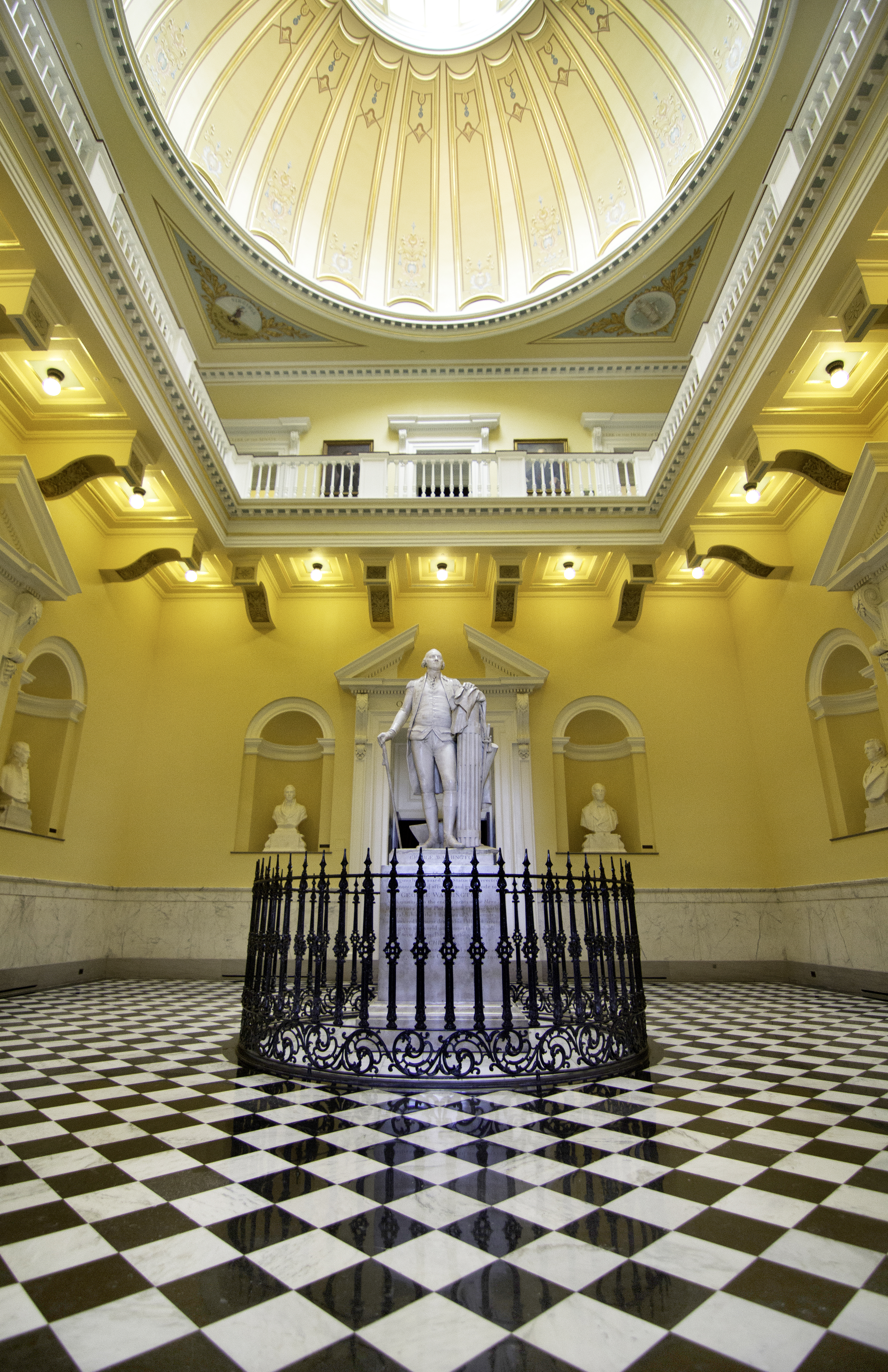
Ротонда Капітолія
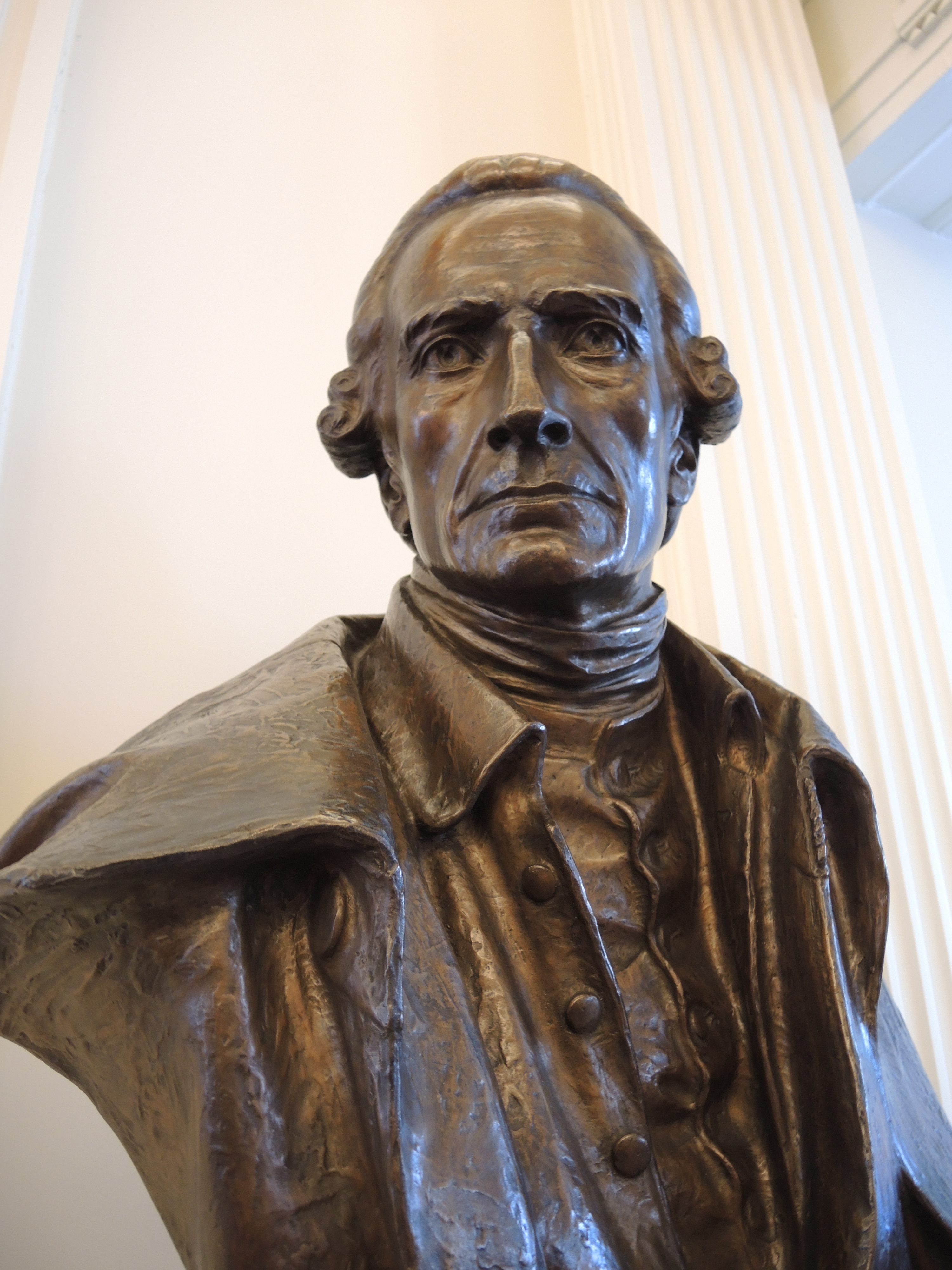
Бронзовий пам'ятник Патріку Генрі, першому та шостому губернатору штату Вірджинія
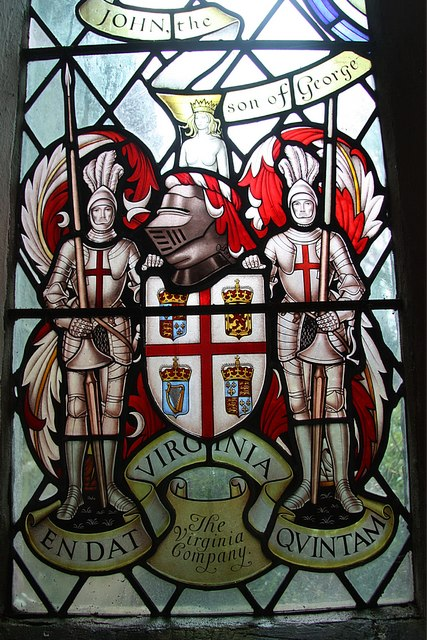
Вітраж із гербом Лондонської Вірджинської Компанії
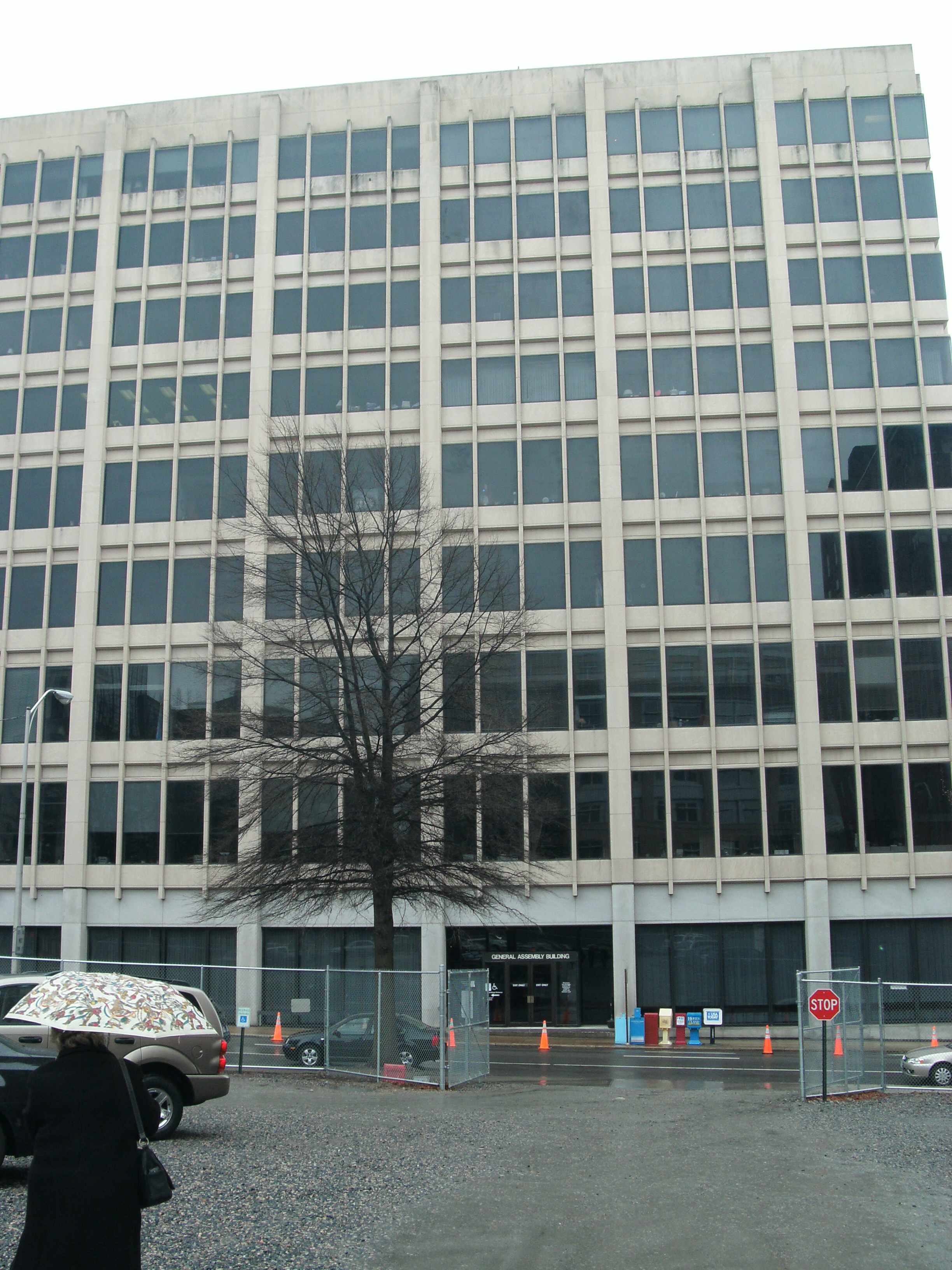
Інша будівля Генеральної асамблеї
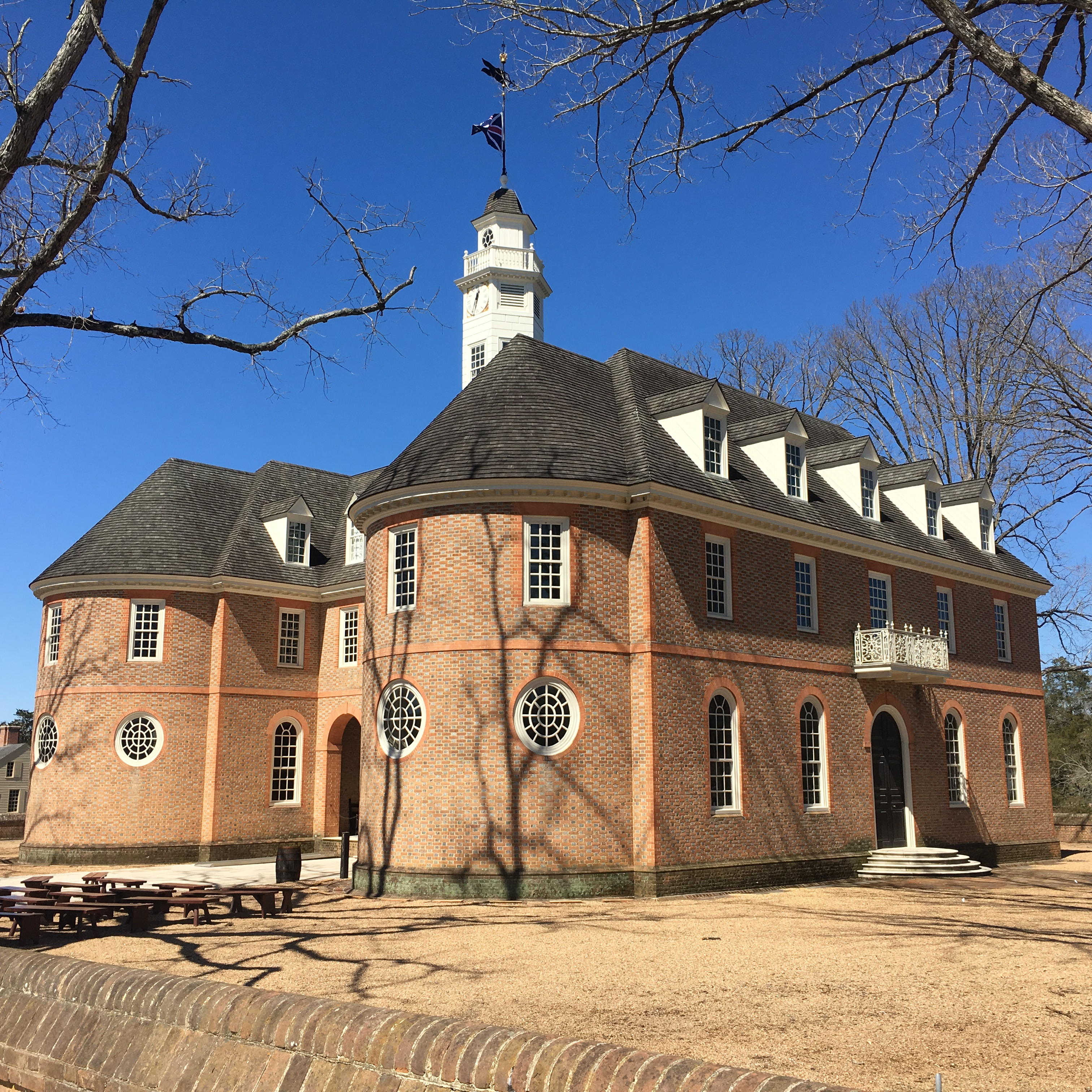
Реконструйована будівля першого Капітолія в місті Вільямсбург